# 2913 Horta
2913 Horta (1931 TK) là một tiểu hành tinh vành đai chính được phát hiện ngày 12 tháng 10 năm 1931 bởi Delporte, E. ở Uccle. Tiểu hành tinh được đặt tên sau tên Belgian Architect Victor Horta.